# Antonio Rodríguez Hurtado
Antonio Rodríguez Hurtado (Jerez de la Frontera, 1919 - Sabadell, 2000) fou un dirigent del moviment associatiu català. Des del barri de Can Puiggener de Sabadell, va reivindicar espais veïnals per al barri. Va ser president de l'Associació de Veïns de Can Puiggener entre 1974 i 1977, i del Casal de Jubilats i Pensionistes del 1978 al 1998.